# Mao Hosoya
Mao Hosoya (細谷 真大 Hosoya Mao?), född 7 september 2001 i Ibaraki prefektur, är en japansk fotbollsspelare.
Hosoya började sin karriär 2019 i Kashiwa Reysol.